# Schroffenstein
Der Schroffenstein liegt in der Region ǁKharas in Namibia und ist mit einer Höhe von 2202 m der höchste Gipfel der Großen Karasberge und einer der höchsten Berge in Namibia. 
Der Schroffenstein liegt rund 10 km östlich der Nationalstraße B1 zwischen Keetmanshoop und Grünau.